# Збоїща
Збо́їща (пол. Zboiska), також Збоїська — місцевість у Шевченківському районі Львова, обмежена вулицями Миколайчука, Полтв'яною і Богдана Хмельницького. Найпівнічніший з-поміж усіх мікрорайонів міста.

## Назва
Згідно з народною етимологією, назва «Збоїща» (або «Збоїська») походить від польського zbój (збуй) — розбійник, бандит (пор. збійницький рух на Лемковині). Назва пов'язана з тим, що у давні часи за Полтвою ріс густий ліс, в якому селилися бандити та вигнанці — люди, яким у покарання за їхні вчинки під страхом смерті було заборонено з'являтися в межах Львова.

## Історія

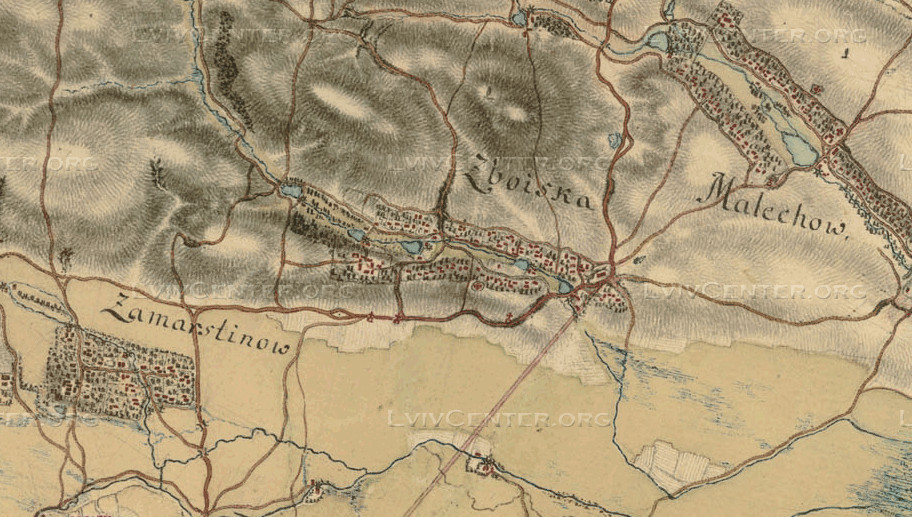
Збоїща на мапі 18-го століття яка у 1779-1782 роках була створена австрійським обер-лейтенантом Фрідріхом фон Мігом

Перша згадка про село Збоїська датується 10 січня 1359 року. Поселення розбудоване на межі Розточчя і долини річки Полтви.
Ватаги збоїв жили з того, що нападали на купецькі валки, грабували дідичів і міщан. Львівський магістрат не міг із цим нічого вдіяти, адже, щойно вояки рушали на їхнє впокорення, ті відразу ховалися  в ліси.
14 грудня 1395 року архиєпископ Яків Стрепа підтвердив передачу Львову млина в селі.
У податковому реєстрі 1515 року в селі документується шинок і 2 лани (близько 50 га) оброблюваної землі, село у власності Одновського.
Село було власністю канцлера Королівства Польського Яна «Ташки» з Конєцполя (сина Якуба Конєцпольського). Син перемиського каштеляна Миколая Гербурта Войцех підписувався як Войцех зі Збоїск.
1527 — зібране під Львовом для походу на Молдавію шляхетське ополчення збунтувалося проти планів абсолютного королівського правління. Осередком бунтарів стало село Збоїща. Шляхецьке ополчення обложило Львів, де тоді перебував король, та виїдало курей і когутів у навколишніх селян. Тому цей бунт назвали «кокошою війною».
Станіслав Журавінський заставив свій маєток у селі Збоїща (також у с. Грибовичі, пол. Łęk) під Львовом Рафаїлу Дідушицькому.
1691 — до Львова підійшли татари. Вони легко захопили Замарстинів і вже готувалися штурмувати місто, коли несподівано ззаду на них наскочила ватага збоїв. Напад був такий раптовий, що нападникам вдалося пробитися в саму середину татарського табору і зарубати кількох воїнів. Зчинився переполох і татари, не орієнтуючись у кількості нападників, кинулися тікати. Багато їх загинуло в мочарах, потонуло в Полтві.
За цей подвиг магістрат пробачив збоям усі їхні провини і дозволив з'являтися в місті, але за умови, що вони перестануть займатися розбоєм, а візьмуться за господарку. Так воно й сталося. Відтоді це поселення дістало назву Збоїська або Збоїща.
Збоїща розташовувалися при рухливому Жовківському гостинці, тож тут часто зустрічали коронованих гостей. Наприклад, 29 лютого 1556 року до Львова прибула угорська королева Ізабелла, сестра тодішнього польського короля Зиґмунта Августа, зі своїм сином Яном Зиґмунтом. Тож «депутація з райців і лавників вийшла назустріч їй аж до Збоїщ, провела її до міста і вручила подарунки». А, як писав Владислав Лозинський у книзі «Перші галіціяни», австрійський цісар Йосиф ІІ грав у кеглі в тутешній корчмі. Її власник згодом звелів оправити сріблом кеглі та кулю, якою поціляв у них цісар.
1813 — з метою забезпечення місцевої бідноти, Нікорович заснував «Фонд убогих в Грибовичах і Збоїщах», з заставленим маєтком 2016 злотих. У 1880 році фонд уже мав 120 злотих прибутку. 1890 року в селі було 107 будинків, 733 мешканців (447 греко-католиків, 284 римо-католиків, 58 юдеїв, 9 іншого віросповідання; 355 українців, 432 поляків, 9 німців), однокласна школа, позичкова каса з капіталом 2475 злотих, млин, нафтова дистилярня.
18 лютого 1919 — під час українсько-польської війни, після артпідготовки польські підрозділи атакували Збоїща та Кривчиці. Сильну атаку піхота УГА відбила за допомогою артилерії.
1 вересня 1919 — отці Редемптористи переселилися з Унева до Збоїськ, а 1922 року відкрили тут малу чоловічу семінарію отців-редемптористів — ювенат.
Навесні 1922 року місцеві мешканці збирали кошти для встановлення пам'ятника полеглим воякам УГА, похованих на місцевому цвинтарі.
1935 — 50 % населення Збоїщ складали римо-католики, 45 % — греко-католики, 4 % — євреї, 1 % — інші.
В останніх числах червня 1941 року на західній околиці селища (вул. Б. Хмельницького, навпроти теперішнього ринку «Галицьке перехрестя») втікаючі радянські війська (8-ма танкова дивізія) залишили танк Т-28 (тактичний знак № 261) і спалений танк Т-34 (з гарматою Л-11, зварною баштою та «коротким» люком ранньої конструкції — тобто танк зібрано до жовтня 1940).
13 червня 1952 року — до Львова приєднано Старі Збоїща, а 2 квітня 1958 року — Нові Збоїща.
Багатоповерхівками цей район до недавнього часу забудовувався кволо. Найвідомішою спорудою, зведеною тут за радянської влади, є найдовший у Львові будинок (вулиця Богдана Хмельницького 267—269), який ще називають «Китайська стіна». 1979 року між центром міста і Збоїщами був організований рух тролейбусів (маршрут № 13). У ті часи Збоїща вважали одним із кримінальних районів міста. На західній околиці, між лікарнею і військовою частиною на вул. Очеретяній був славнозвісний циганський осередок — «Індія».
У 1990-х роках на виїзді з мікрорайону при вул. Хмельницького відкрився ринок «Галицьке перехрестя».
2001 року — біля ринку «Континент» (вул. Миколайчука, 2б) здана в експлуатацію кінцева зупинка трамваю № 6. На початку нового століття біля «Китайської стіни» спорудили відомі у місті кольорові будинки. Останніми роками забудова мікрорайону пожвавлюється.

## Історична архітектура
При нинішній вул. Плуговій у 1777 року був збудований двір із фільварком заможної родини Нікоровичів. Ця вірменська родина походила з Язлівця (тепер Бучацький район на Тернопільщині) й перебралася до Львова, коли Поділля у 1672 році було зайняте турками. Першим можливим власником Збоїщ з Нікоровичів був вірменин Нікихор з Язлівця. Від його імені і пішла назва роду. Він мав трьох синів, один з яких був Шимон Нікорович. Він мав чотирьох синів і дочку: Теодора, Грегоша Шимона та Домініка; інформації про четвертого сина та дочки немає. Грегош Шимон вважався впливовою особистістю в Галицькому банківському середовищі, з 1775 року директор Львівського господарського суду, а з 1781 року Голова Суду векселів. Він був власником магазинів ексклюзивних турецьких і перських килимів та тканин. Від імператора Йосифа II він отримав спадковий титул лицаря Священної Римської імперії. Окрім цього, він також був власником Збоїщ та мав чотирьох синів і дочку. Один з синів — Ян Непомуцен Нікорович згодом став послом Речі Посполитої в Османській імперії, а по тому став власником Збоїщ та фундатором церкви Святого Дмитрія, що збереглася до наших днів, як греко-католицький храм.
На початку XX століття маєток Нікоровичів придбав митрополит Андрей Шептицький та передав його сестрам Василіанкам, які створили тут сиротинець. У 1919 році на цьому місці засновано монастир о. Редемптористів, настоятелем якого став о. Йосиф Схрейверс, бельгієць за походженням. У 1920-х роках редемптористи збудували поруч із двором два великі будинки, а колишнє зерносховище перебудували на каплицю для мирян. При монастирі 1922 року заснували малу чоловічу семінарію отців-редемптористів — ювенат. 
У 1946 році монастир був ліквідований, і в його приміщеннях розмістилася військова частина, а пізніше — Науково-дослідний інститут прикладної акустики. Територія колишньої військової частини активно забудовується у 2000-х роках. А серед багатоповерхівок загубилися невеликий палацик колишніх дідичів Збоїщ та напівзруйнована каплиця монастиря Редемптористів, яка у 2013 році була повністю відбудована, станом на 2016 рік палац перебуває у жалюгідному стані.

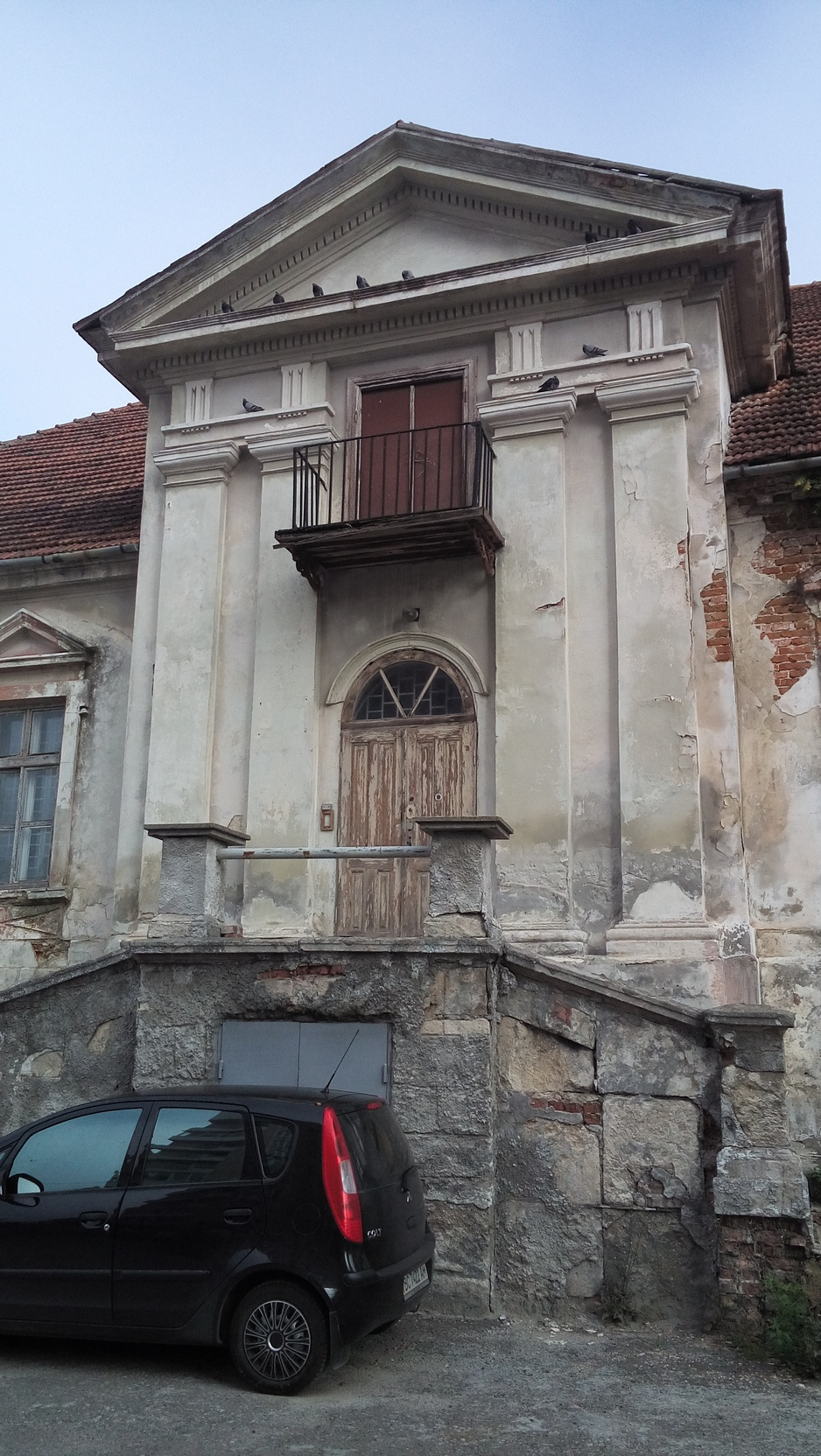
Парадний вхід до палацу Нікоровичів
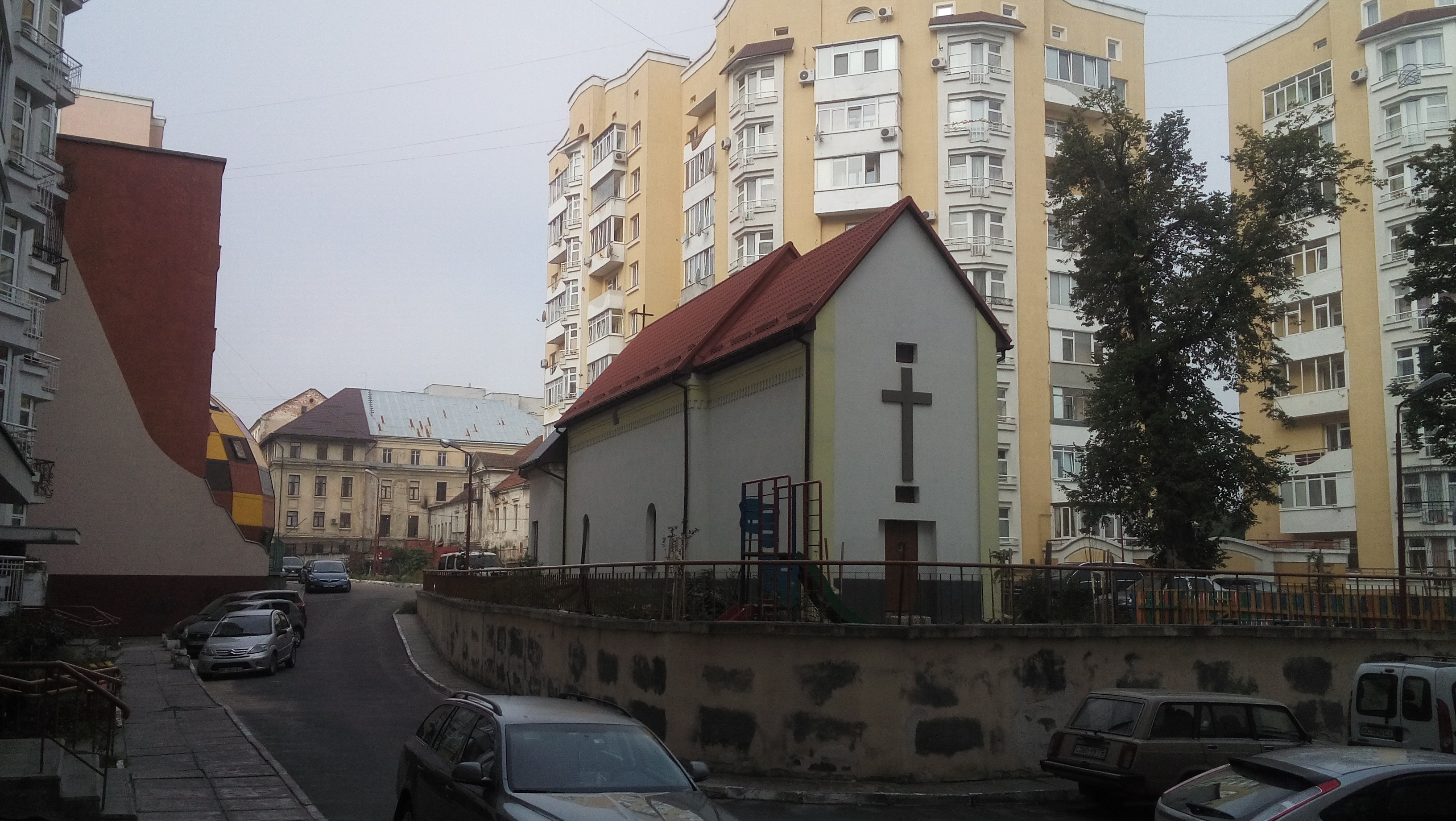
Відреставрована каплиця отців редемптористів (1920-ті роки)
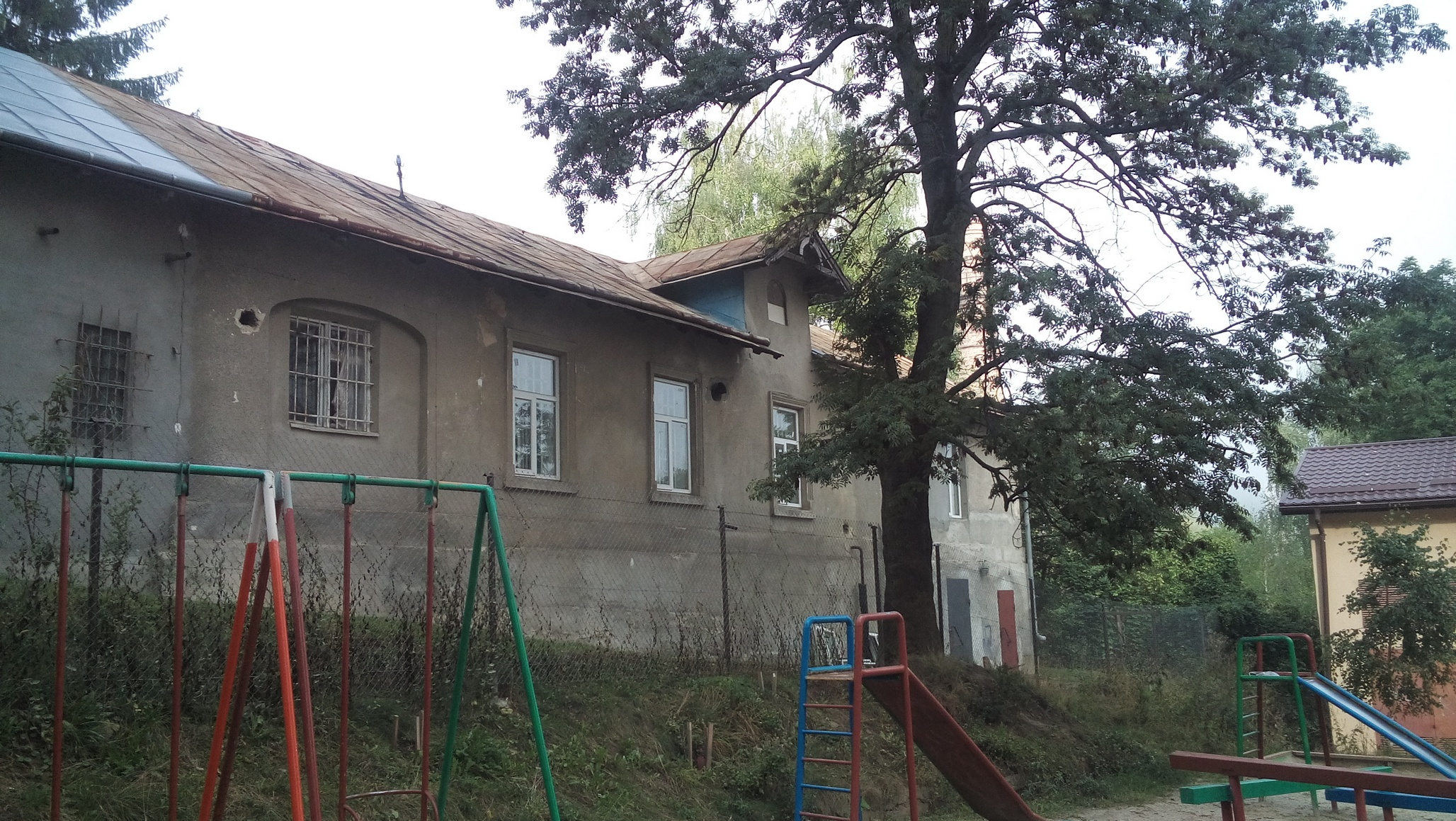
Фільварок XIX ст.
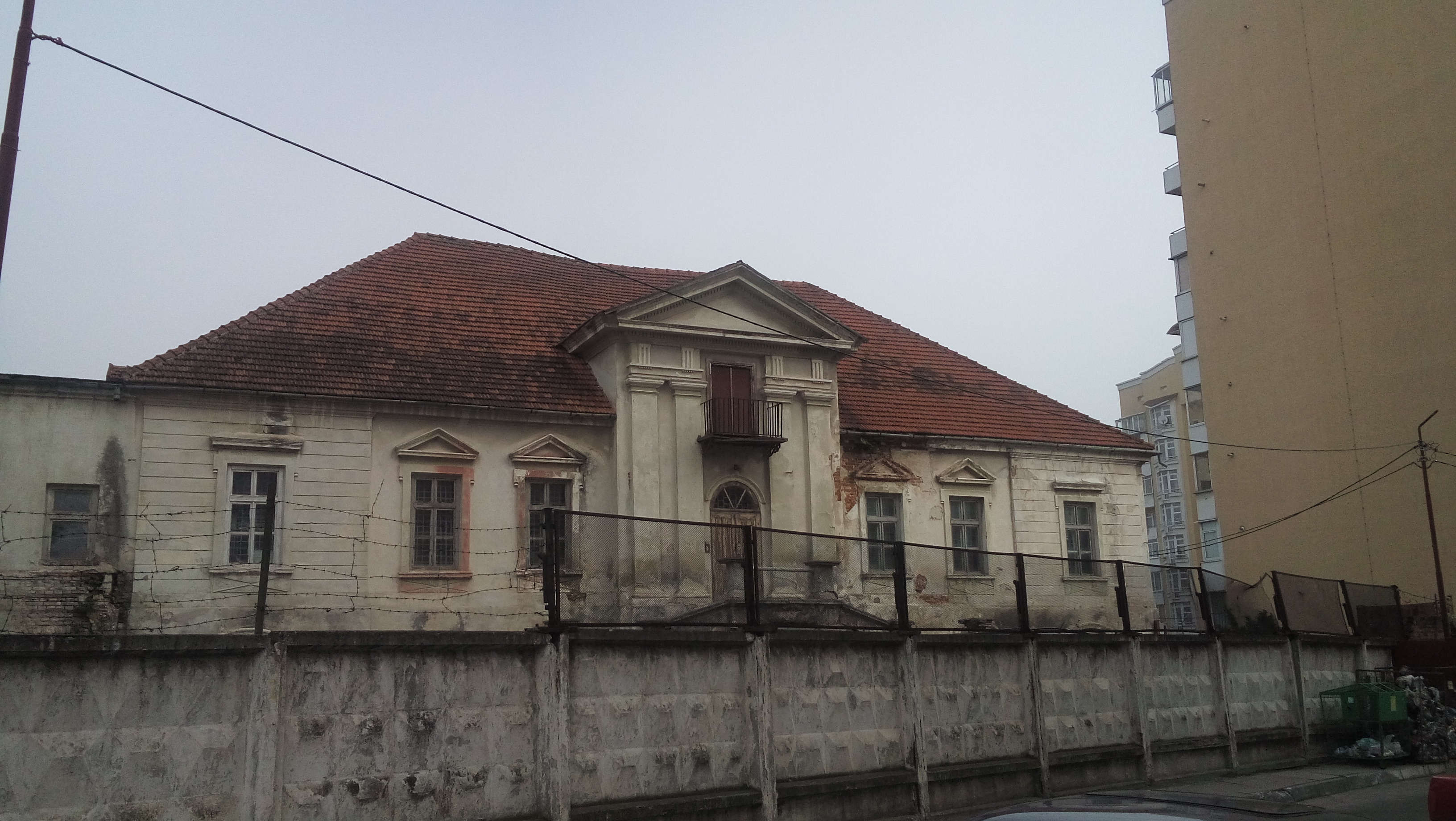
Палац Нікоровичів (XVIII-XIX ст.)
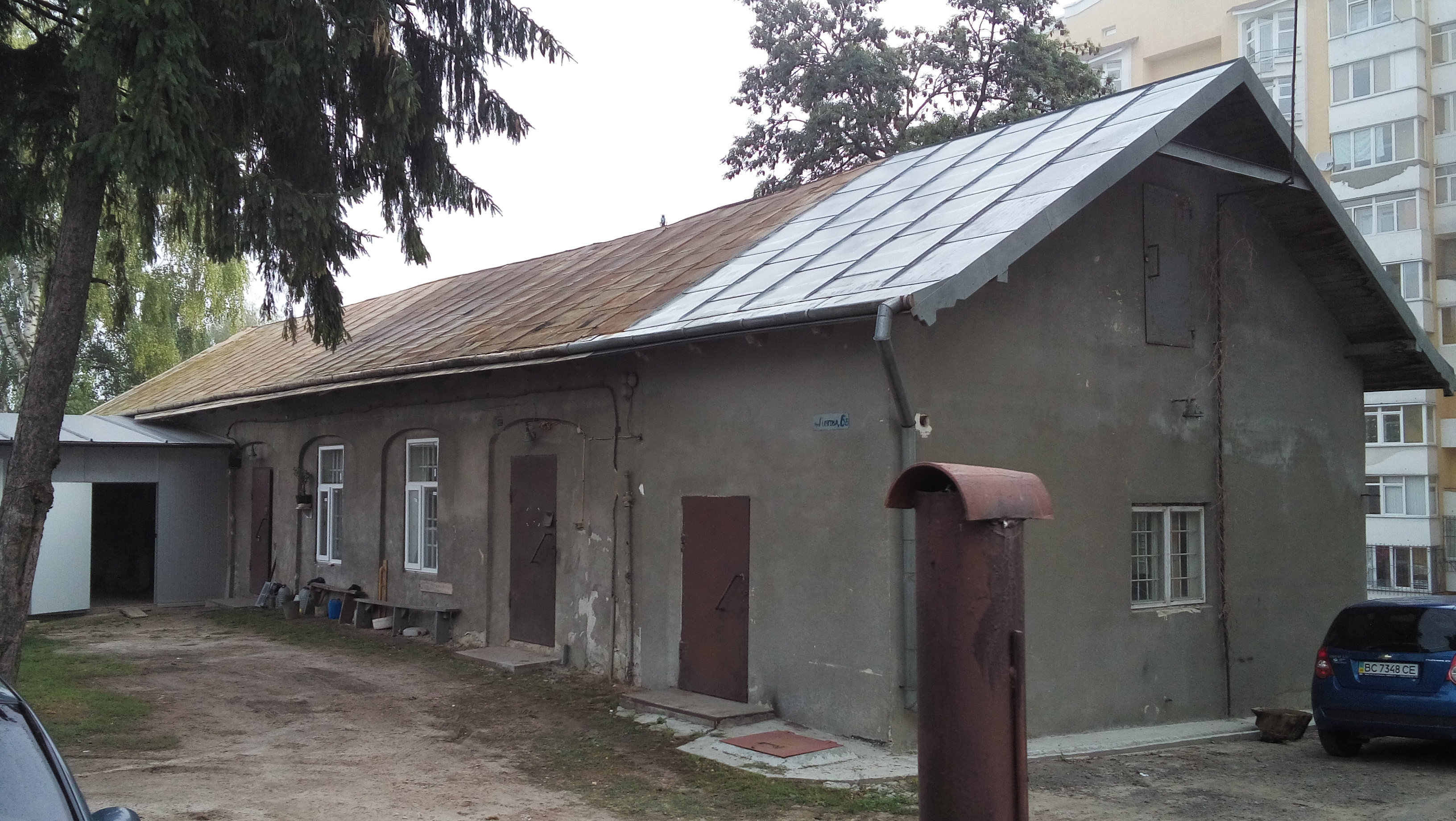
Колишній фільварок Нікоровичів

## Відомі люди
- о. Василь (Величковський) — новомученик Української греко-католицької церкви, релігійний діяч, єпископ УГКЦ, редемпторист. У 1925—1927 роках працював вчителем у ювенаті — малій семінарії отців-редемптористів на Збоїщах[12].
- Мирослав Мороз — дослідник життя І. Франка, Лесі Українки, І. Котляревського.
- Володимир Перхач — Лауреат Державної премії України в царині науки й техніки, академік Академії інженерних наук України, член міжнародного інституту інженерів-електриків, доктор технічних наук, професор. Після переселення в УРСР у 1946 році закінчив середню школу в селі Збоїща.
- Ставарський Іван — громадсько-культурний діяч, посол австрійського парламенту у Відні.

## Пам'ятники

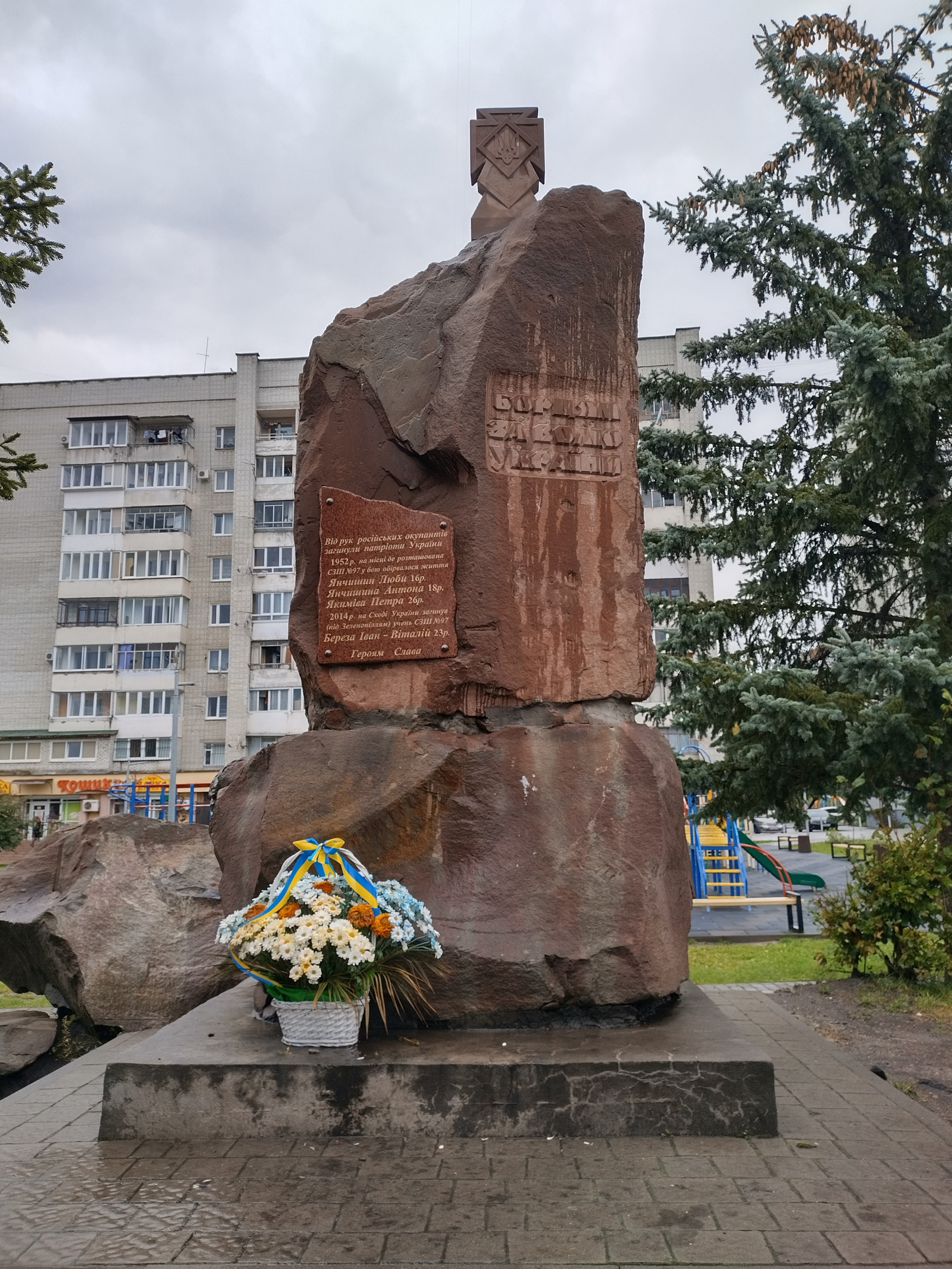
Пам'ятник "Борцям за волю України"

- Пам'ятник "Борцям за волю України"На сході Збоїськ, біля транспортної розв'язки, на місці теперішньої АЗС, був пам'ятний знак (в народі названий «Шибениця», по іншому також Гільйотина — від специфічної форми пам'ятника) на честь приєднання у 1939 році Сталіним Західної України до СРСР.
- На початку вулиці Мурованої, біля цвинтаря, є колона, встановлена на честь скасування панщини в Австрійській імперії.
- Між вулицями Миколайчука та Щурата біля середньої школи № 97 є памятник «Героям за волю України».
- Наприкінці вулиці Мідної розташований старий цвинтар села Збоїща, знищений радянською владою наприкінці 1980-х років[13]. На кладовищі збереглися залишки воріт і муру, а також три братських могили: одна — воїнів УПА та дві — Українських Січових Стрільців, остання має статус місцевої пам'ятки історії[14]. На братській могилі польських військових стоїть хрест, надпис на якому сповіщає, що там покояться вояки Війська Польського, що загинули у боях за Львів у вересні 1939 року. На початку 2000-х років із залишків надмогильних плит знищеного цвинтару була зроблена основа пам'ятного знаку про знищений цвинтар увінчаного високим металевим хрестом, а табличці викарбувано: «Перехожий! Скинь шапку та поклонись останкам Збоїщанського цвинтару знищеного більшовиками 1987 року», а також встановлена капличка з фігурою Матінки Божої.

## Храми

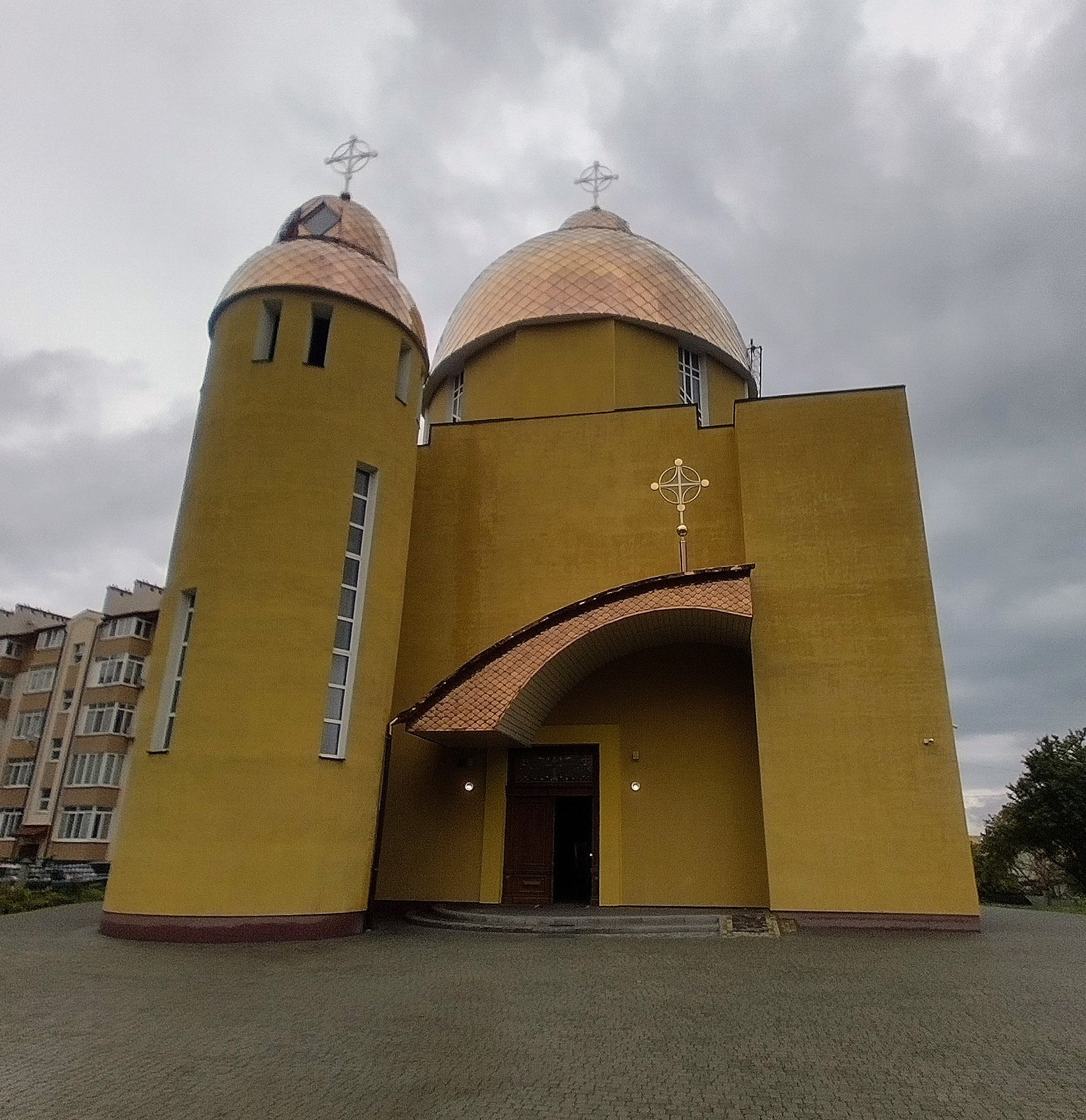
Храм Всіх Святих Українського народу (вул. Миколайчука, 2а). Парафія храму утворилася на Збоїщах на початку 1990-х років, за ініціативи митрофорного протоієрея Романа Петришина. Тоді ж було освячено місце під будову майбутньої церкви та встановлено дубовий хрест. Спочатку богослужіння відбувались у звичайному будівельному вагончику, а 1995 року на цьому місці постала мурована каплиця. На початку 2000-х років було юридично оформлено громаду, а у липні 2002 року було закладено наріжний камінь в основу майбутнього храму і того ж року розпочалося будівництво нового однокупольного храму за проєктом архітектора Миколи Рибенчука. 19 листопада 2010 року були встановлені освячені хрести на новий храм. Велике освячення новозбудованого храму та перша Служба Божа, яку очолив митрополит Львівський і Сокальський Димитрій (Рудюк) відбулися 25 вересня 2016 року. Цей храм розрахований на 450 вірних.
- Костел Матері Божої Неустанної Помочі (РКЦ, вул. Гетьмана Мазепи, 46). Храм-попередник, красніцького типу, збудований із дерева у 1932—1933 роках. Римо-католики Збоїщ належали спочатку до парафії у Малехові. У 1932—1933 роках між нинішніми вул. Мазепи та Купальською збудували дерев'яний костел Матері Божої Неустанної Помочі. Протягом 1946—1992 років приміщення костелу використовувалося під склад та було доведено до руїни. У 1998 році костел розібрали і нині на його місці споруджено модерний мурований храм за проєктом Олександра Матвіїва, який має дещо оживити [8]стандартну забудову Збоїщ.
- Церква Великомученика Дмитрія (УГКЦ, вул. Загірна, 28-а). Давніша дерев'яна церква, що стояла на цьому місці була збудована у XVII столітті за кошти львівського купця Костянтина Корнякта. 1701 року передана греко-католицькій громаді Збоїщ. У 1809 році він придбав іконостас, виконаний 1693 року відомим галицьким малярем Іваном Рутковичем з церкви Пресвятої Богородиці (вул. Гайдамацька, 9), належала до жіночого Василіянського монастиря Святої Катерини Олександрійської і яку під час касаційних реформ австрійського уряду 1784 року було закрито. Сучасну церкву Святого Дмитрія збудував у 1811 році власним коштом дідич Збоїщ Ян Непомуцен Нікорович (колишній посол Речі Посполитої у Костантинополі (1763—1772 роки) та кавалера австрійського Імператорського ордену Леопольда). Під час першої світової війни церква  була пошкоджена гарматним пострілом з російських позицій (район сучасного розташовання насосної водонапірної станції «Львівводоканалу»). За церквою збереглися залишки старого цвинтаря. У 1980-х роках під час ремонту фундаменту дзвіниці церкви, в землі було виявлено кілька шарів поховань, і що цікаво, люди поховані в них були обличчям донизу.
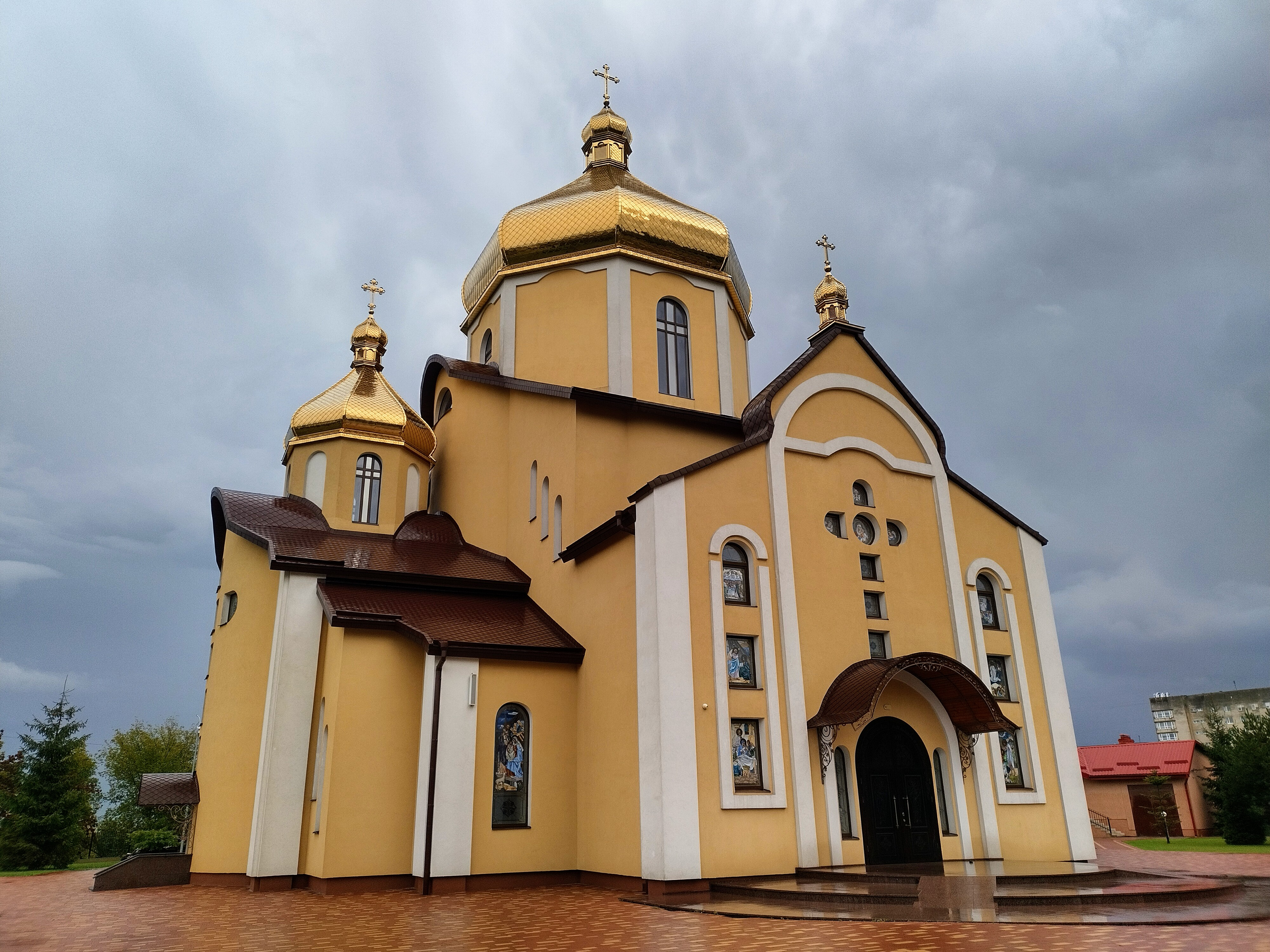
Храм святих мучениць Віри, Надії, Любові та їх матері Софії (УГКЦ, вул. Віри, Надії, Любові, 10), споруджений у 2011—2017 роках.
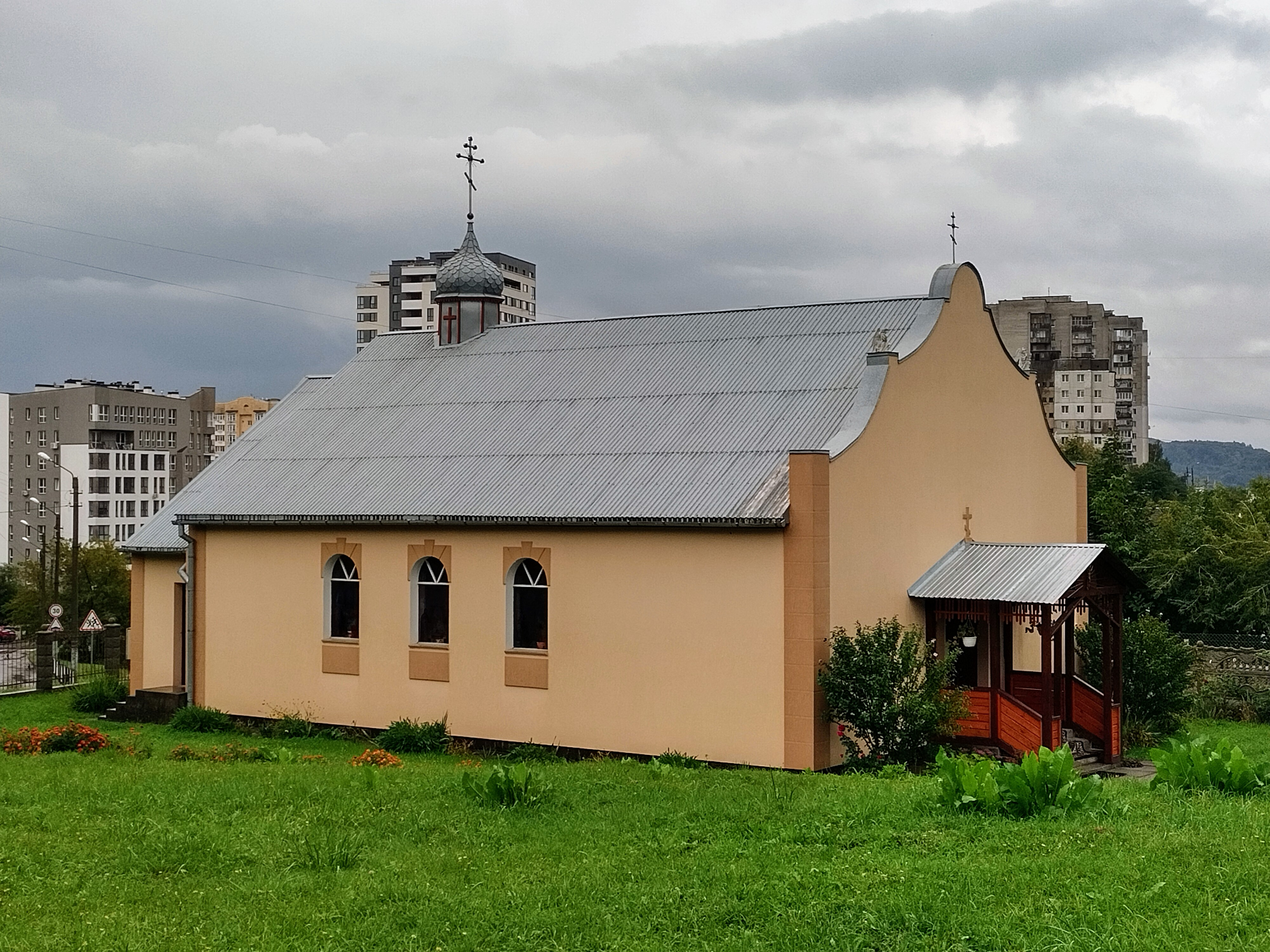
Церква Святого Першомученика Архидиякона Стефана (ПЦУ, вул. Василя Щурата)   - Храм Всіх Святих Українського народу
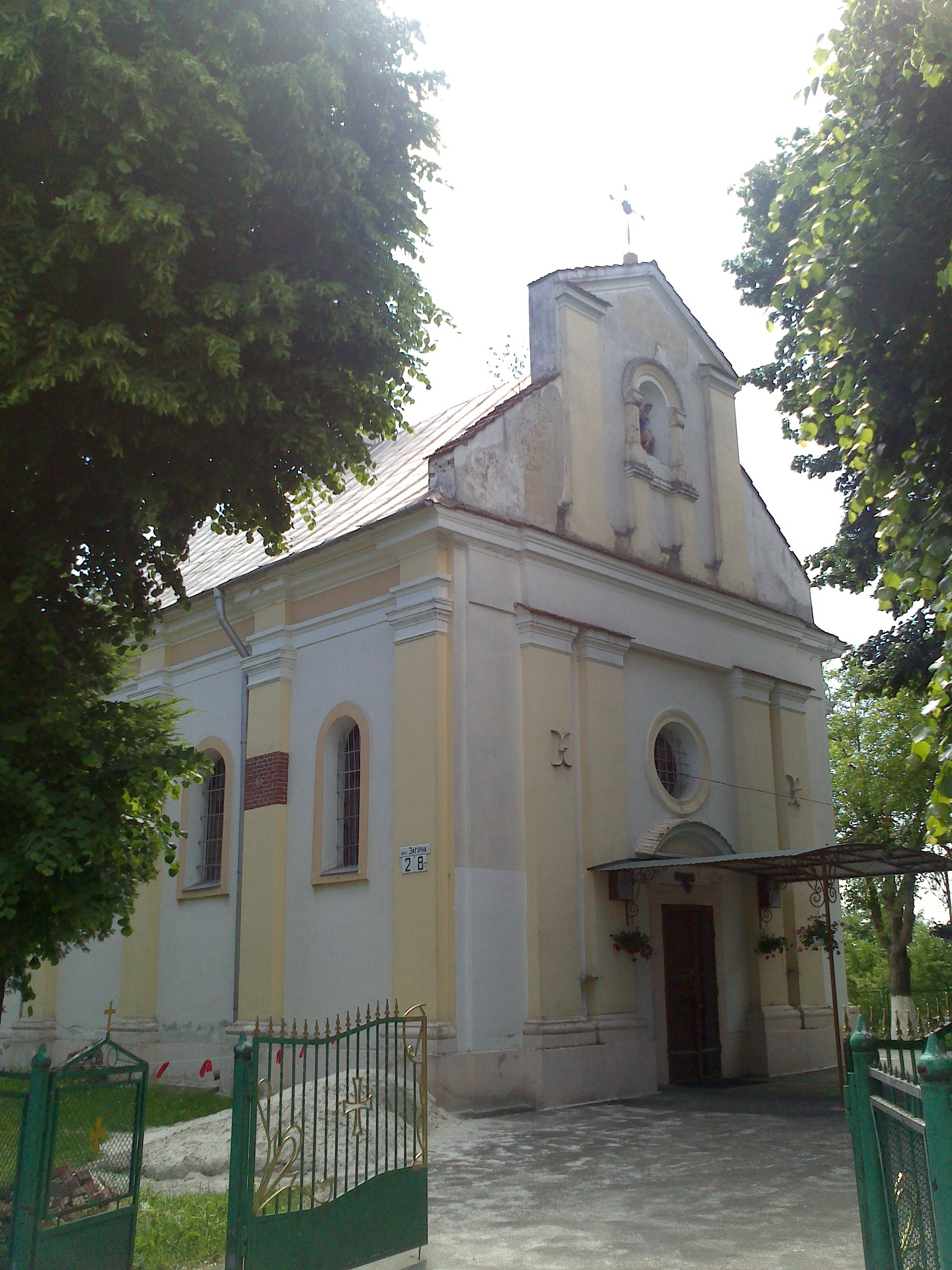
Церква Великомученика Дмитрія (1811)
  - Храм Святих мучениць Віри, Надії, Любові і їх матері Софі
  - Церква Святого Першомученика Архидиякона Стефана
  - Церква Великомученика Дмитрія (1811)